# フェルナンド・サンス
フェルナンド・サンス・ドゥラン（Fernando Sanz Durán、1974年1月4日 - ）は、スペイン・マドリード出身の元サッカー選手。ポジションはDF。
現役時代はレアル・マドリードやマラガCFなどに所属し、250試合を超える公式戦に出場した。

## 経歴
スペインの首都マドリードで生まれたサンスは、レアル・マドリードの下部組織で育った。下位カテゴリのスペイン代表での公式戦出場経験もある。1993年にチリのサッカークラブであるウニオン・エスパニョーラへレンタル移籍し、1996年3月2日のUDサラマンカ戦でトップチームの試合に初出場した。しかしその後あまり出場機会に恵まれず、1999-00シーズン開幕前にマラガCFへと移籍。2001年9月8日、プロ初得点を記録。2002年にはUEFAインタートトカップ獲得に貢献した。
2006年に引退した後、父親であるロレンソ・サンスがマラガの株式の97%を買い占めたことにより同クラブの会長に就任した。2010年7月に、カタールのシェイク・アブドゥラ・ビン・ナッサル・アル・タニに売却した。

## 獲得タイトル

### レアル・マドリード
- プリメーラ・ディビシオン : 1996-97
- UEFAチャンピオンズリーグ : 1997-98
- インターコンチネンタルカップ : 1998

### マラガCF
- UEFAインタートトカップ : 2002